# Championnat de France de football américain 2016
Navigation
Saison 2015 Saison 2017
Le championnat de France de football américain 2016, appelé Casque de diamant 2016, est la 35e saison du championnat de France de football américain. Elle met aux prises huit équipes réparties en deux poules géographiques (Nord et Sud), qui s'affrontent lors de la saison régulière, chaque équipe jouant dix matches. Les quatre premières équipes à l'issue de la saison régulière s'affrontent en play-off pour désigner le Champion de France 2016.

## Déroulement du championnat

### Équipes participantes
Le championnat compte huit clubs répartis en deux poules géographiques Nord et Sud de quatre clubs. Les clubs participants sont les trois premières équipes de la poule Nord (Flash de La Courneuve, Templiers d'Élancourt, Cougars de Saint-Ouen-l'Aumône) et le vainqueur de la poule Nord (Gladiateurs de la Queue-en-Brie) et les trois premières équipes de la poule Sud de la saison régulière 2015 (Dauphins de Nice, Black Panthers de Thonon, Argonautes d'Aix-en-Provence), et le vainqueur de la poule Sud du casque d'or (Kangourous de Pessac). Le tenant du titre de la saison régulière 2015 étant les Cougars de Saint-Ouen-l'Aumône
| Équipe                            | Montée | Titres | Saisons |
| --------------------------------- | ------ | ------ | ------- |
| Cougars de Saint-Ouen-l'Aumône T  | 2000   | 1      | 16      |
| Flash de La Courneuve             | 1985   | 9      | 30      |
| Gladiateurs de la Queue-en-Brie P | 2015   | 0      | 0       |
| Templiers d'Élancourt             | 2012   | 0      | 16      |

| Équipe                       | Montée | Titres | Saisons |
| ---------------------------- | ------ | ------ | ------- |
| Argonautes d'Aix-en-Provence | 2014   | 8      | 27      |
| Black Panthers de Thonon     | 2004   | 2      | 16      |
| Dauphins de Nice             | 2007   | 0      | 8       |
| Kangourous de Pessac P       | 2015   | 0      | 3       |

## Saison régulière

### Classement général
| Rang | Équipe                          | Pts             | J | G | N | P | Bp  | Bc  | Diff |
| ---- | ------------------------------- | --------------- | - | - | - | - | --- | --- | ---- |
| 1    | Cougars de Saint-Ouen-l'Aumône  | 23              | 9 | 7 | 0 | 2 | 251 | 172 | +79  |
| 2    | Argonautes d'Aix-en-Provence    | 20              | 8 | 6 | 0 | 2 | 217 | 109 | +108 |
| 3    | Dauphins de Nice                | 20              | 8 | 6 | 0 | 2 | 176 | 156 | +20  |
| 4    | Flash de La Courneuve           | 22              | 9 | 6 | 1 | 2 | 180 | 101 | +79  |
| 5    | Black Panthers de Thonon        | 12              | 8 | 2 | 1 | 6 | 154 | 186 | -32  |
| 6    | Gladiateurs de la Queue-en-Brie | 12              | 9 | 1 | 1 | 7 | 96  | 182 | -86  |
| 7    | Templiers d'Élancourt           | 11              | 9 | 1 | 0 | 8 | 116 | 284 | -168 |
| 8    | Kangourous de Pessac            | Forfait général |   |   |   |   |     |     |      |

Mis à jour le 15 juin 2016

### Classement par poule
| Rang | Équipe                          | Pts | J | G | N | P | Bp  | Bc  | Diff |
| ---- | ------------------------------- | --- | - | - | - | - | --- | --- | ---- |
| 1    | Cougars de Saint-Ouen-l'Aumône  | 23  | 9 | 7 | 0 | 2 | 251 | 172 | +79  |
| 2    | Flash de La Courneuve           | 22  | 9 | 6 | 1 | 2 | 180 | 101 | +79  |
| 3    | Gladiateurs de la Queue-en-Brie | 12  | 9 | 1 | 1 | 7 | 96  | 182 | -86  |
| 4    | Templiers d'Élancourt           | 11  | 9 | 1 | 0 | 8 | 116 | 284 | -168 |

| Rang | Équipe                       | Pts             | J | G | N | P | Bp  | Bc  | Diff |
| ---- | ---------------------------- | --------------- | - | - | - | - | --- | --- | ---- |
| 1    | Argonautes d'Aix-en-Provence | 20              | 8 | 6 | 0 | 2 | 217 | 109 | +108 |
| 2    | Dauphins de Nice             | 20              | 8 | 6 | 0 | 2 | 176 | 156 | +20  |
| 3    | Black Panthers de Thonon     | 12              | 8 | 2 | 1 | 6 | 154 | 186 | -32  |
| 4    | Kangourous de Pessac         | Forfait Général |   |   |   |   |     |     |      |

### Résultats
| Résultats (dom.\ext.)                                      | Argon. | Panth. | Kang. | Coug. | Daup. | Flash | Glad. | Temp. |
| Argonautes                                                 |        | 20-6   |       |       | 33-13 |       | 44-13 | 39-12 |
| Black Panthers                                             | 6-36   |        |       | 20-23 | 6-16  |       |       | 54-26 |
| Kangourous de Pessac                                       |        |        |       |       |       |       |       |       |
| Cougars                                                    | 52-24  |        |       |       |       | 10-0  | 21-20 | 48-12 |
| Dauphins                                                   | 7-6    | 40-34  |       | 31-28 |       | 24-35 |       |       |
| Flash                                                      | 0-14   | 15-6   |       | 37-7  |       |       | 13-13 | 32-0  |
| Gladiateurs de la Queue-en-Brie                            |        | 10-22  |       | 14-25 | 0-12  | 12-27 |       | 8-0   |
| Templiers                                                  |        |        |       | 20-37 | 13-33 | 15-27 | 18-6  |       |
| - Victoire à domicile - Match nul - Victoire à l'extérieur |        |        |       |       |       |       |       |       |

## Play-off[1]
|  | Demi-finales                       | Demi-finales                       |             |    | Finale | Finale |
|  | Demi-finales                       | Demi-finales                       |             |    | Finale | Finale |
|  |                                    |                                    |             |    | | |
|  | 11 juin 2016 à Saint-Ouen-l'Aumône | 11 juin 2016 à Saint-Ouen-l'Aumône |             |    | 25 juin 2016 à Mont de Marsan, Stade Guy-Boniface MVP de la finale : Jeff ALEXANDRE (Cougars) Affluence : 5000 pers. | 25 juin 2016 à Mont de Marsan, Stade Guy-Boniface MVP de la finale : Jeff ALEXANDRE (Cougars) Affluence : 5000 pers. |
|  | 11 juin 2016 à Saint-Ouen-l'Aumône | 11 juin 2016 à Saint-Ouen-l'Aumône |             |    | 25 juin 2016 à Mont de Marsan, Stade Guy-Boniface MVP de la finale : Jeff ALEXANDRE (Cougars) Affluence : 5000 pers. | 25 juin 2016 à Mont de Marsan, Stade Guy-Boniface MVP de la finale : Jeff ALEXANDRE (Cougars) Affluence : 5000 pers. |
|  | [1] Cougars                        | 27                                 |             |    | 25 juin 2016 à Mont de Marsan, Stade Guy-Boniface MVP de la finale : Jeff ALEXANDRE (Cougars) Affluence : 5000 pers. | 25 juin 2016 à Mont de Marsan, Stade Guy-Boniface MVP de la finale : Jeff ALEXANDRE (Cougars) Affluence : 5000 pers. |
|  | [1] Cougars                        | 27                                 |             |    | 25 juin 2016 à Mont de Marsan, Stade Guy-Boniface MVP de la finale : Jeff ALEXANDRE (Cougars) Affluence : 5000 pers. | 25 juin 2016 à Mont de Marsan, Stade Guy-Boniface MVP de la finale : Jeff ALEXANDRE (Cougars) Affluence : 5000 pers. |
|  | [4] Flash                          | 21                                 |             |    | 25 juin 2016 à Mont de Marsan, Stade Guy-Boniface MVP de la finale : Jeff ALEXANDRE (Cougars) Affluence : 5000 pers. | 25 juin 2016 à Mont de Marsan, Stade Guy-Boniface MVP de la finale : Jeff ALEXANDRE (Cougars) Affluence : 5000 pers. |
|  | [4] Flash                          | 21                                 | [1] Cougars | 28 | | |
|  | 11 juin 2016 à Aix-en-Provence     |                                    | [1] Cougars | 28 | | |
|  |                                    | [3] Dauphins                       | 17          |    | | |
|  | [2] Argonautes                     | [3] Dauphins                       | 17          | 14 | | |
|  | [2] Argonautes                     |                                    |             | 14 | | |
|  | [3] Dauphins                       | 29                                 |             |    | | |
|  | [3] Dauphins                       | 29                                 |             |    | | |

## Trophées desmeilleurs joueursFrançais et étranger
- Trophée Laurent Plegelatte (meilleur joueur Français) : Andreas BETZA (Black Panthers)
- Trophée Chris Flynn (meilleur joueur étranger) : Rondell WHITE (Dauphins)